# WASP-6
WASP-6 là một ngôi sao lùn màu vàng loại G trong chòm sao Bảo Bình, cách hệ Mặt Trời khoảng 600 năm ánh sáng. Với cấp sao biểu kiến 12, nó là mờ nhạt, nhưng có thể nhìn thấy qua kính viễn vọng nghiệp dư có độ lớn vừa phải. Ngôi sao có kích thước và khối lượng khoảng 88% kích thước và khối lượng của Mặt Trời và nguội hơn một chút.

## Hệ hành tinh
Năm 2008, dự án SuperWASP thông báo rằng ngôi sao này có một ngoại hành tinh, đặt tên là WASP-6b. Thiên thể này được phát hiện bằng phương pháp quá cảnh thiên văn.
| Thiên thể đồng hành (thứ tự từ ngôi sao ra) | Khối lượng            | Bán trục lớn (AU)     | Chu kỳ quỹ đạo (ngày)         | Độ lệch tâm        | Độ nghiêng | Bán kính |
| ------------------------------------------- | --------------------- | --------------------- | ----------------------------- | ------------------ | ---------- | -------- |
| WASP-6b                                     | 0,503+0,019 −0,038 MJ | 0,0421+0,0008 −0,0013 | 3,361006+0,0000022 −0,0000035 | 0,054+0,018 −0,015 | —          | —        |